# The Kitahama
The Kitahama (яп. ザ・キタハマ) — высотное жилое здание, расположенное по адресу 1-7-5 Корайбаши, район Туо, город Осака, Япония.
Небоскрёб строился с сентября 2006 года по май 2009 года. Высота составляет 209,35 метра, количество этажей — 54 (1 этаж под землёй). Этот небоскрёб является четвёртым по высоте зданием в префектуре Осака, 25-м по высоте зданием в Японии. Самое высокое целиком жилое здание в Японии. Общая площадь составляет 79605,68 м². Стеклянный фасад является примечательной чертой этого здания.

## Транспорт
Ближайшая железнодорожная станция к небоскрёбу — станция Китахама.